# ヴィクトル・A・サドーヴニチィ
ヴィクトル・アントノヴィッチ・サドーヴニチィ（露: Ви́ктор Анто́нович Садо́вничий、英: Victor Antonovich Sadovnichiy、1939年4月3日 - ）は、ロシアの数学者。旧ソ連ウクライナ・ハリコフ生まれ。1992年からモスクワ大学の総長。力学・数学の機能理論・機能分析学の分野における世界的研究者。

## 経歴
- ロシア大学総長会議の議長。ロシア科学アカデミーの正会員。ヨーロッパ大学総長・副総長・学長会議の議長、ユーラシア大学協議会の会長等を歴任。

- モスクワ大学力学・数学部大学院修了。1976年に同大学教授。1992年から同大学総長。

- 2004年春、日本とロシアの領土問題などを解決するために発足した「日露賢人会議」（日本側座長は森喜朗）のメンバーに選ばれている[1]。

## 政治活動
ロシアの主要なオピニオンリーダーの1人であるサドーヴニチィは、政治的および社会的に大きな影響力を持っている。
2022年ロシアのウクライナ侵攻に際しては、プーチン大統領の方針を支持。
2022年4月3日、サドーヴニチィは、ロシアのウクライナ侵攻を支持する文書を作り 、モスクワ大学学長として署名。この文書は、モスクワ大学と並ぶ名門のサンクトペテルブルク大学を含むロシアの大学の304人の学長によって共同署名され、ロシアの大学学長連盟の総意となった。
この文書は、とりわけ、「ウクライナの非軍事化と非ナチ化」、「（ロシアの）軍と大統領をサポートすること」を強調している。また「愛国心を支持することは（ロシア）大学の義務である」、「（ロシア）大学は常に（ロシア）国家の橋脚となって国をサポートしていた」と書かれている。
侵攻後、モスクワ大学の学生、十数名が戦争反対のデモにより警察に勾留されたが、大学側は彼らを退学処分とした。